# Titularbistum Hyccarum
Hyccarum (ital.: Carini) ist ein Titularbistum der römisch-katholischen Kirche.
Es geht zurück auf einen untergegangenen Bischofssitz in der antiken Stadt Hykkara, die auf Sizilien lag und an deren Stelle heute Carini liegt. 
| Titularbischöfe von Hyccarum |                                                                     | |                    |               |
| Nr.                          | Name                                                                | Amt | von                | bis           |
| 1                            | Guglielmo Giaquinta                                                 | Apostolischer Administrator von Tivoli (Italien)                                                             | 24. September 1968 | 18. März 1974 |
| 2                            | José Antônio do Couto SCI                                           | Koadjutorbischof in Taubaté (Brasilien)                                                                      | 5. Juni 1974       | 5. Mai 1976   |
| 3                            | Joseph Thomas Dimino ab 14. Mai 1991 Titularerzbischof pro hac vice | Weihbischof des US-amerikanischen Militärordinariat Erzbischof des US-amerikanischen Militärordinariat (USA) | 29. März 1983      | 7. März 1998  |
| 4                            | Alessandro D’Errico Titularerzbischof pro hac vice                  | Apostolischer Nuntius                                                                                        | 14. November 1998  |               |